# إيديز هون
إيديز هون (بالتركية: Ediz Hun) هو ممثل وسياسي تركي ولد في يوم 20 نوفمبر 1940 في مدينة إسطنبول لأب شركسي وأم تركية. أكمل دراسة علم الأحياء والبيئة في الجامعة النرويجية للعلوم والتكنولوجيا. بدأ التمثيل في سنة 1963. هو عضو سابق في البرلمان التركي كممثل عن حزب الوطن الأم.